# Ramp (Album)
Ramp (engl. für „Rampe“) ist das siebte Album des aus Tucson stammenden Bandprojekts Giant Sand um Howe Gelb. Es erschien 1991 und wird nicht zuletzt wegen des neu hinzugekommenen Bassisten Joey Burns, der zusammen mit Schlagzeuger John Convertino trotz deren Calexico-Gründung 1996 bis 2002 die stabile Rhythmussektion bildete, neben dem Nachfolger Center of the Universe als Schaffenshöhepunkt angesehen.

## Musikstil
Der Spiegel beschrieb den auf Ramp dargebrachten Stil als „Mischung aus Country & Western-Gitarre, heiserem Bob-Dylan-Gesang und gelegentlichen Ausflügen zum Jazz“. Die HiFi-Fachzeitschrift Audio hörte aus dem Mix „Country, Jazz, Pop und Rock“ heraus. Als „wunderschöne bizarre Musiklandschaft“ aus klassischer Countrymusik und modernem Countryrock bezeichnete ihn EB/Metronom.
Romance of Falling wurde als „eindringlicher Rocker mit einem anrührigen Refrain“ beschrieben. Außerdem fielen die Attribute „hymnisch“ und „knorrig“. Neben diesem Stück bezeichnete die Website adequacy.net auch Warm Storm als „Rock-Inkarnation“. Wonder charakterisierte man als „feierlich-feinfühlig“, „fröhlich“ und „staunend“, Welcome to My World als „klagend“, „rührend“ und „leidenschaftlich“. Im „nuscheligen“ Jazzer Snipe wurden Reminiszenzen an Thelonious Monk entdeckt.
Shadow to You fällt wieder „rockig“ aus. Neon Filler sei „gospelartig“ beziehungsweise erinnere an „Siebziger-L.A.-Piano-Pop“, heißt es in Rezensionen. Seldom Matters rücke in „Bluegrass-Nähe“ beziehungsweise sei eine „Country-Ballade“. Das „Country-Blues-Mitsing-Lied“ Nowhere wurde von thequietus.com als „wehmütig“ empfunden. Diese Website kommentierte als einzige die dem Album später hinzugefügten Always Horses Coming und Patsy's Blues. Ersteres sei eine „fetzige Hymne“ und Letzteres „jaulig“.

## Gastmusiker
Zum Konzept der Band gehörte die Einbindung verschiedener Gastmusiker. Auf Ramp kam der Giant-Sand-Mitbegründer Rainer Ptacek mit seiner Dobro bei fünf Stücken zum Einsatz, jeweils begleitet von der lokalen Pedal-Steel-Gitarren-Größe Neil Harry. Der von Gelb erwähnte 2009 verstorbene Gitarrist Duane Jarvis taucht allerdings nicht immer in den Credits auf. Für Anti-Shadow bediente Dusty Wakeman, der in seiner Hauptaufgabe den Romance-of-Falling-Track produzierte, den zusätzlichen Bass. Singer-Songwriterin Victoria Williams steuerte zu besagtem Romance of Falling den Gesang bei, zu Resolver und Nowhere Banjo. Zweierlei, nämlich Gesang und Harmonika, brachte sie bei Seldom Matters mit ein, während sie bei Wonder mit Stimme, Banjo und E-Gitarre ihren umfangreichsten Beitrag lieferte. Einzelne Vokalbeiträge steuerten Kathleen Beaten (Anti-Shadow) und Darra Crouch (Neon Filler) bei, wie auch der 74-jährige Freund und Berater der Band Pappy Allen (er singt den Jim-Reeves-Standard Welcome to My World, ferner ein Duett mit Gelb: Nowhere) und gewissermaßen als dessen kindlichen Gegenpart das kleine Töchterchen von Gelb und Brown, Indiosa Patsy Jean Gelb (Patsy's Blues).

## Entstehungsgeschichte
1988 war der „versierte Drummer“ John Convertino zu Giant Sand gestoßen, den 1990 der Bassist Joey Burns ergänzte – „mit ihm hatte Giant Sand die optimale Besetzung gefunden“. Gemeinsam wurde der beschrittene Weg zum „Sticky-Fingers-Country-Rock“ in Form von Ramp fortgesetzt. Die Aufnahmen begannen in den Westwood Studios in Tucson und wurden in den Mad Dog Studios im zu Los Angeles gehörenden Venice Beach abgeschlossen. Bis auf Romance of Falling fungierte Howe Gelb selbst als Produzent und Abmischer. So entstanden die Songs Wonder, Welcome to My World, Seldom Matters, Resolver und Nowhere, außerdem die Bridges zu Warm Storm und Anti-Shadow, in den Westwood Studios, der Rest in den Mad Dog Studios. Ausführlich beschrieb Gelb die Entstehung von Warm Storm: „Es ging darum, einen Song mit elektrisch verstärkten Instrumenten live im Studio aufzunehmen und die vorab akustisch aufgenommene Bridge von einem DAT-Rekorder einzufügen, bevor man wieder live mit dem elektrischen Teil in der gleichen Geschwindigkeit an der Stelle weitermachte, an der die DAT-Aufnahme mit einem anderen Beat aufgehört hatte. Die besondere Schwierigkeit daran war die mechanisch bedingte Verzögerung, die eintrat, wenn man die Play-Taste drückte.“ Kurz und knapp sein Kommentar zur von einem lila Dinosaurier handelnden Gesangseinlage der viereinhalbjährigen Tochter: „Wir haben uns fast kaputtgelacht.“

## Veröffentlichungen
In den USA erschien das Album zunächst bei Restless Records, ein Jahr später jedoch trat das Kurzzeit-Label Amazing Black Sand an dessen Stelle. In Europa sorgte das britische Label Rough Trade für das Erscheinen und den Vertrieb. Im April 2011 kamen mit dem Vertriebspartner Cargo Records über Fire Fidelity eine remasterte LP und über Fire Records eine remasterte CD in den Handel. Sie tragen den Titelzusatz „25th Anniversary Edition“, wobei es sich dabei weder um das 25. Jubiläum der Ramp-Erstveröffentlichung noch um das 25-jährige Bandbestehen handelt, sondern der Re-Release des ersten Giant-Sand-Albums Valley of Rain schlichtweg eine Wiederveröffentlichungsserie auslöste. Titelanzahl und -abfolge differieren je nach Ausgabe, ebenso sind zwei grundverschiedene Covermotive im Umlauf, die sich wiederum in Nuancen wie Schriftzug-Platzierung oder Farbintensität voneinander unterscheiden können.

## Titelliste

### LP-Erstausgabe
Seite 1:
1. Romance of Falling (Howe Gelb) – 4:45
2. Warm Storm (Howe Gelb, Paula Jean Brown) – 4:57
3. Wonder (Howe Gelb) – 5:37
4. Welcome to My World (John Hathcock, Ray Winkler) – 2:17
5. Anti-Shadow (Howe Gelb) – 4:28
6. Jazzer Snipe (Howe Gelb, Joey Burns, John Convertino) – 1:20

Seite 2:
1. Shadow to You (Howe Gelb) – 3:38
2. Z.Z. Quicker Foot (Howe Gelb) – 5:53
3. Neon Filler (Howe Gelb) – 4:03
4. Seldom Matters (Howe Gelb) – 5:09
5. Resolver (Howe Gelb) – 2:03
6. Nowhere (Howe Gelb) – 3:20

### CD-Ausgaben
Restless Records 7 72599-2, USA (1991)  und Rough Trade RTD 101.1243.2, D (1991)
1. Warm Storm  – 4:57
2. Romance Of Falling   – 4:45
3. Wonder – 5:37
4. Welcome To My World – 2:17
5. Anti-Shadow – 4:28
6. Jazzer Snipe  – 1:20
7. Z.Z. Quicker Foot – 5:53
8. Neon Filler – 4:03
9. Seldom Matters – 5:09
10. Always Horses Coming – 2:03
11. Patsy's Blues – 3:20

Rough Trade 2762, UK (1991)
1. Romance Of Falling – 4:44
2. Warm Storm – 5:00
3. Wonder – 5:38
4. Welcome To My World – 2:15
5. Anti-Shadow – 4:28
6. Jazzer Snipe – 1:16
7. Shadow To You – 3:38
8. Z.Z. Quicker Foot – 5:53
9. Neon Filler – 4:00
10. Seldom Matters – 5:07
11. Resolver  – 2:03
12. Nowhere – 3:20
13. Always Horses Coming – 5:06
14. Patsy's Blues – 2:39

Amazing Black Sand AB CD 02, USA (1992)
1. Warm Storm (Howe Gelb, Paula Jean Brown) – 4:57
2. Romance of Falling (Howe Gelb) – 4:45
3. Wonder (Howe Gelb) – 5:37
4. Welcome to My World (John Hathcock, Ray Winkler) – 2:17
5. Anti-Shadow (Howe Gelb) – 4:28
6. Jazzer Snipe (Howe Gelb, Joey Burns, John Convertino) – 1:20
7. Z.Z. Quicker Foot (Howe Gelb) – 5:53
8. Neon Filler (Howe Gelb) – 4:03
9. Seldom Matters (Howe Gelb) – 5:09
10. Resolver (Howe Gelb) – 2:03
11. Nowhere (Howe Gelb) – 3:20
12. Always Horses Coming (Howe Gelb) – 5:07
13. Patsy's Blues (Howe Gelb) – 2:37

## Rezeption
Der Rezensent des Musikexpress schrieb, Gelb spiele sich „ein weiteres Mal erfrischend inkonsequent durch alle wohlbehüteten Traditionen amerikanischer Musikgeschichte“. Er lustwandele „auf der direkten Verbindungslinie zwischen Neil Young und Johnny Cash […] mit verzerrtem Feedback und verträumten Fingerpicks zwischen schwüler Romantik und bitterböser Anarchie“. Die Authentizität – wörtlich: „RAMP riecht nach Lagerfeuer und dicken Bohnen“ – ist ihm 5 Sterne wert. Der als Gastkritiker befragte Musikerkollege Eric Burdon hielt dem entgegen: „Ein redlicher Versuch mit vielen Aussetzern“, und vergab 1 Stern. Insgesamt platzierte sich Ramp in der 15 Ränge umfassenden Rezensionstabelle auf Position 10.
Im Spiegel hieß es: „Endlich haben Howe und seine Kameraden zu geradlinigen, melodiösen Songs gefunden, und plötzlich scheint es, als sei die Zeit ganz günstig für intelligente Popmusik mit Kunstanspruch.“
Jürgen Seibold machte in Audio eine „angenehm rauh und schräg umgesetzt[e]“ Pendelei „zwischen Country, Jazz, Pop und Rock“ aus, die ihm 4 von 5 möglichen Punkten wert war, neben 3 von 5 möglichen Punkten für den Klang.
Eine solide Produktion mit vertrauten Trademarks bescheinigte EB/Metronom dem Album. Ein „eigenes, schmackhaftes Gitarrensüppchen“ sei es, „auch wenn es dem ein oder anderen stellenweise zu scharf gewürzt sein dürfte“. „Hinter jedem Song“ lauere „das koordinierte Chaos in Form von kleinen Soundgimmicks und sympathischen Verschrobenheiten“.
Für Trouser Press hat Giant Sand mit Ramp einen aggressiveren Kurs eingeschlagen als der zuvor etablierte. Für Adequacy ist es eines der wichtigsten Alben in der langen Veröffentlichungsliste von Howe Gelb, und das nicht allein wegen der Idealbesetzung, sondern vielmehr wegen der kompositorischen Bandbreite, die die Americana-Szene seither beeinflusst habe. The Quietus schließt mit dem Fazit: „Eines von Giant Sands stärksten und beeindruckendsten Alben.“
Auf der Internet-Plattform Allmusic wird Ramp gelobt als das mittlere Album einer blendenden Phase. Überraschungen gebe es bei fast allen Liedern und somit überrasche das einer halluzinogenen Logik folgende Album als Ganzes. Es sprangen 4 von 5 möglichen Sternen heraus.